# Championnats d'Asie d'escrime 2007
Navigation
Édition précédente Édition suivante
Les 11es championnats d'Asie d'escrime se déroulent à Nantong en Chine du 22 au 27 avril 2007.

## Médaillés
| Épreuves                               | Or            | Argent          | Bronze                         |
| -------------------------------------- | ------------- | --------------- | ------------------------------ |
| Épée                                   |               |                 |                                |
| Hommes individuel résultats détaillés  | Ju Hyun-seong | Sergey Khodos   | Shogo Nishida Wang Lei         |
| Hommes par équipes résultats détaillés | Chine         | Kazakhstan      | Corée du Sud                   |
| Femmes individuel résultats détaillés  | Li Na         | Amber Parkinson | Luo Xiaojuan Zhang Li          |
| Femmes par équipes résultats détaillés | Chine         | Corée du Sud    | Japon                          |
| Fleuret                                |               |                 |                                |
| Hommes individuel résultats détaillés  | Yūki Ōta      | Huang Liangcai  | Yusuke Fukuda Zhang Liangliang |
| Hommes par équipes résultats détaillés | Chine         | Japon           | Corée du Sud                   |
| Femmes individuel résultats détaillés  | Zhang Lei     | Su Wanwen       | Jung Gil-ok Chieko Sugawara    |
| Femmes par équipes résultats détaillés | Chine         | Corée du Sud    | Japon                          |
| Sabre                                  |               |                 |                                |
| Hommes individuel résultats détaillés  | Wang Jingzhi  | Zhong Man       | Kim Jung-hwan Zhou Hanming     |
| Hommes par équipes résultats détaillés | Chine         | Corée du Sud    | Japon                          |
| Femmes individuel résultats détaillés  | Tan Xue       | Bao Yingying    | Kim Keum-hwa Seira Nakayama    |
| Femmes par équipes résultats détaillés | Chine         | Corée du Sud    | Japon                          |

## Tableau des médailles
| Rang  | Nation       | Or | Argent | Bronze | Total |
| ----- | ------------ | -- | ------ | ------ | ----- |
| 1     | Chine        | 10 | 4      | 9      | 23    |
| 2     | Corée du Sud | 1  | 4      | 4      | 9     |
| 3     | Japon        | 1  | 1      | 9      | 11    |
| 4     | Kazakhstan   | 0  | 2      | 0      | 2     |
| 5     | Australie    | 0  | 1      | 0      | 1     |
| 6     | Hong Kong    | 0  | 0      | 1      | 1     |
| Total | Total        | 12 | 12     | 18     | 42    |